# Tygryska nagobroda
Tygryska nagobroda (Tigrisoma mexicanum) – gatunek dużego ptaka z rodziny czaplowatych (Ardeidae). Występuje od Meksyku przez Amerykę Centralną po skrajnie północno-zachodnią Kolumbię. Prowadzi osiadły tryb życia. Nie jest zagrożony.

## Systematyka
Gatunek ten po raz pierwszy zgodnie z zasadami nazewnictwa binominalnego opisał w 1834 roku William Swainson. Autor nadał mu nazwę Tigrisoma mexicana, a jako miejsce typowe wskazał Real del Monte w stanie Hidalgo w Meksyku. Obecnie akceptowana nazwa gatunku to Tigrisoma mexicanum. Nie wyróżnia się podgatunków. Proponowany podgatunek fremitus, opisany z wyżyn Meksyku, nie jest uznawany.

## Morfologia

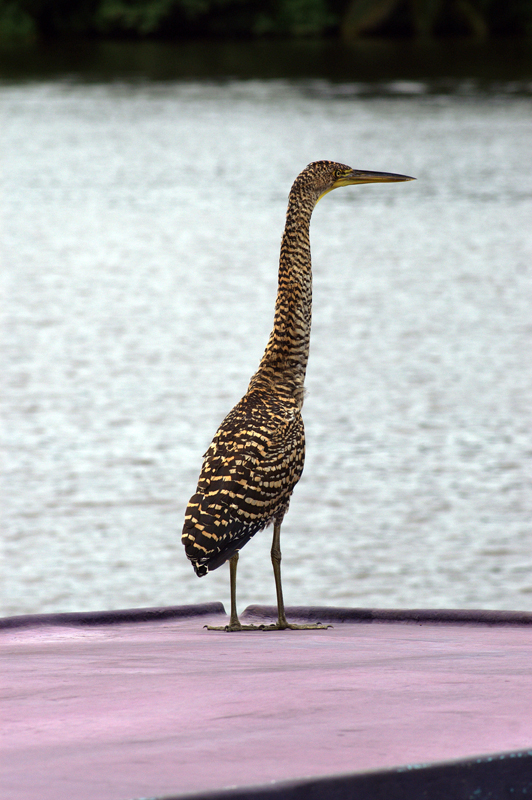
Osobnik młodociany

Wygląd zewnętrznyCharakterystyczna dla tego gatunku jest nieopierzona szyja koloru od jasnożółtego do pomarańczowego w sezonie lęgowym do zielonkawo-żółtego poza nim. Dorosły ptak posiada czarno zwieńczoną głowę, z boków jasnoszarą. Górna część ciała pokryta wąskimi biało-czarnymi paskami, zakończonymi biegnącym od szyi w dół brązowym pasem. Obie płcie są do siebie podobne.
Rozmiarydługość ciała 71–81 cm
Masa ciała1000–1345 g

## Zasięg występowania
Tygryska nagobroda występuje od zachodniego i wschodniego Meksyku (od południowych części stanów Sonora i Tamaulipas) przez Amerykę Centralną po skrajnie północno-zachodnią Kolumbię. Od lat 90. XX wieku skrajnie nielicznie obserwowana w północno-zachodnim Peru.

## Środowisko
Występuje na wybrzeżu, zwłaszcza w namorzynach, i w głębi lądu – na bagnach, nad rzekami, strumieniami – w siedliskach bardziej otwartych niż inne gatunki tygrysek.

## Pożywienie
Ryby, płazy, skorupiaki i owady, obserwowano też jak zjada małego gryzonia. Poluje z zasadzki, czekając bez ruchu na zdobycz, dopóki ta nie znajdzie się w zasięgu jej długiego dzioba.

## Lęgi
GniazdoMała lub duża platforma na drzewie, zbudowana z gałęzi, zwykle wyścielona liśćmi; gniazduje pojedynczo.
Jaja1–3 sztuki zabarwione na biało z zielonym odcieniem, czasami nakrapiane na brązowo lub płowożółto.

## Status
Międzynarodowa Unia Ochrony Przyrody (IUCN) uznaje tygryskę nagobrodą za gatunek najmniejszej troski (LC – Least Concern). W 2008 roku organizacja Partners in Flight szacowała, że liczebność populacji mieści się w przedziale 50–500 tysięcy osobników. Trend liczebności populacji oceniany jest jako spadkowy ze względu na utratę siedlisk.